# Castelo Ardtornish

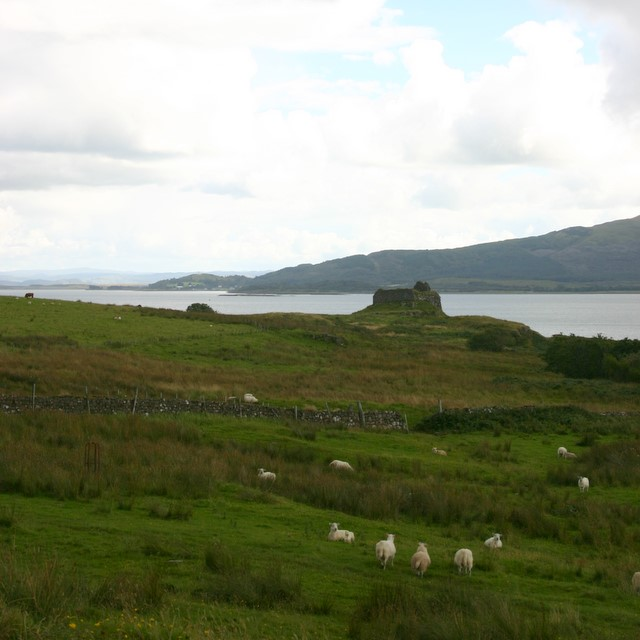
Castelo Ardtornish, Escócia.

O Castelo Ardtornish (em língua inglesa Ardtornish Castle) é um castelo localizado em Morvern, Escócia.
O castelo foi protegido na categoria B do listed building, em 5 de outubro de 1971.